# Principia Mathematica

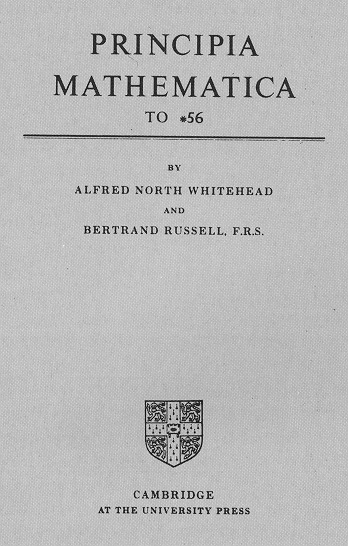
Titelseite der Principia Mathematica (Kurzausgabe bis *56)

Principia Mathematica („mathematische Prinzipien“ bzw. „Mathematische Grundlagen“) ist ein Werk in drei Bänden über die Grundlagen der Mathematik von Bertrand Russell und Alfred North Whitehead, erstmals erschienen zwischen 1910 und 1913. Die Principia Mathematica stellen den Versuch dar, alle mathematischen Wahrheiten aus einem wohldefinierten Satz von Axiomen und Schlussregeln (Inferenzregeln der symbolischen Logik) herzuleiten (Logizismus). Auf mehreren Hundert Seiten wird zunächst ein Repertoire aus Begriffen und Symbolen dargelegt, welches das Fundament zur späteren Herleitung der Arithmetik bildet. Die Herleitung der Mathematik aus der Logik sollte einige bis dahin verbreitete Anschauungen über das Wesen mathematischer Erkenntnisse widerlegen, nämlich, dass diese weder empirisch noch synthetisch apriorisch seien (Letzteres hatte Kant angenommen), sondern sprachlicher Natur und damit formallogisch begründbar, also analytisch apriorisch.

## Behandelte Themengebiete
Principia Mathematica hatte laut seiner Einführung drei Ziele: (1) die Ideen und Methoden der mathematischen Logik so weit wie möglich zu analysieren und die Anzahl der primitiven Begriffe, Axiome und Schlussregeln zu minimieren; (2) mathematische Sätze in der symbolischen Logik präzise auszudrücken und dabei die bequemste Notation zu verwenden, die einen präzisen Ausdruck erlaubt; (3) die Paradoxa zu lösen, die die Logik und die Mengenlehre an der Wende zum 20. Jahrhundert plagten, wie z. B. die Russellsche Antinomie.
Die Principia Mathematica behandeln nur die Mengentheorie, die Kardinalzahlen, die Ordinalzahlen und die Reellen Zahlen; tiefergehende Sätze aus der reellen Analysis sind nicht enthalten, aber gegen Ende des dritten Bandes wird klar, dass die gesamte bekannte Mathematik im Prinzip aus dem vorgestellten Formalismus entwickelt werden kann.

## Vorläufer
Eine wichtige Inspiration und Grundlage der Principia Mathematica bildet Gottlob Freges Arithmetik von 1893, deren Basis ein Mengenkalkül ist, in dem Russell die Russellsche Antinomie entdeckte, die sich aus der Menge aller Mengen, die sich nicht selbst enthalten ergibt. Diesen Widerspruch und andere Widersprüche der naiven Mengenlehre versuchte er durch seine Typentheorie von 1908 zu lösen, die er dann zur Grundlage der Principia Mathematica machte.

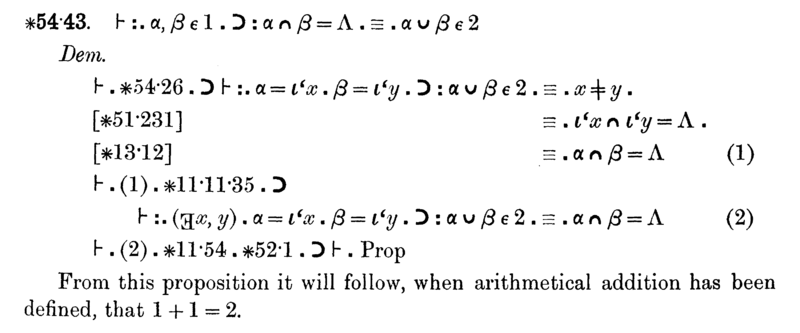
Auszug aus Principia Mathematica zur Beweisführung für 1+1=2

Das zweite wichtige Fundament der Principia Mathematica ist die Formelsammlung (Formulaire) von Giuseppe Peano in den Fassungen von 1897/98 und 1903; von dort übernahm Russell die symbolische Notation und viele Formeln, bereits auch schon in seiner Typentheorie.
Principia Mathematica ist nicht zu verwechseln mit Russells The Principles of Mathematics von 1903. Principia Mathematica war ursprünglich als Folgeband zu Russells Principles von 1903 gedacht, aber wie Principia Mathematica feststellt, wurde dies aus praktischen und philosophischen Gründen ein undurchführbarer Vorschlag: „Das vorliegende Werk sollte ursprünglich in einem zweiten Band der Principles of Mathematics enthalten sein … Aber als wir vorankamen, wurde es immer offensichtlicher, dass das Thema sehr viel umfangreicher ist, als wir angenommen hatten; außerdem sind wir in vielen grundlegenden Fragen, die in der früheren Arbeit unklar und zweifelhaft geblieben waren, nun zu Lösungen gelangt, die wir für zufriedenstellend halten.“

## Folgen
Die offene Frage, ob dieses System von Axiomen und Ableitungsregeln widerspruchsfrei ist und ob sich alle wahren Sätze auf diese Weise herleiten ließen, versuchte das Hilbertprogramm ab 1922 positiv zu entscheiden. Logiker, die sich daran beteiligten, legten in der Regel die Principia Mathematica zugrunde, etwa Paul Bernays und Kurt Gödel, die für Teilsysteme die Widerspruchsfreiheit und Vollständigkeit nachwiesen. Gödel bewies dann aber 1931 in seiner Arbeit Über formal unentscheidbare Sätze der Principia Mathematica und verwandter Systeme I. einen Unvollständigkeitssatz, der zeigte, dass diese Erwartung, die man in die Principia Mathematica setzte, nicht erfüllbar ist. 

## Ausgaben und Teilübersetzungen
- Russell, Whitehead: Principia Mathematica. Cambridge University Press, 3 Bände, 1910 bis 1913, 2. Auflage 1925 bis 1927, Reprint 1962, ISBN 978-0-521-06791-1, Reprint 1997 ISBN 978-0-521-62606-4
  - Die erste Auflage hatte 666, 742 und 491 Seiten und erschien in 750 (Band 1) bzw. je 500 Exemplaren (Band 2,3). Die zweite Auflage hatte 674, 772 und 491 Seiten.
- Russell, Whitehead: Einführung in die Mathematische Logik, München, Berlin: Drei Masken 1932 (Übersetzung der Einleitungen)
- Alfred North Whitehead, Bertrand Russell, Kurt Gödel: Principia Mathematica. Vorwort und Einleitungen. Suhrkamp 2008. ISBN 978-3-518-28193-2